# 天文学大事年表

## 公元前
- 前約2300年：中國天文學家開始記錄並命名星座和恆星[1]。
- 前2137年：中国《书经》记录了世界最早的日食。
- 前2000年左右：中国测定木星绕天一周的周期为12年。
- 前14世纪：中国商朝甲骨文（出土于河南安阳）中已有日食和月食的常规记录，以及世界上最古的日珥。
- 前12世纪：中国商末周初采用二十八宿划分天空。
- 前11世纪：传说中国周朝建立测景台，最早测定黄赤交角。
- 前776年：中国《诗经·小雅》上记录了世界最早的可靠的日食。
- 前750年：巴比倫的天文學家發現月球東昇西沒的18.6年的循環週期。從這兒，他們創建第一份星曆表 －太陽、月球和行星的變動，供占星術使用。希臘在西元前6世紀利用這種知識預測日食
- 前687年：中国有四月天琴座流星雨的最早记录。
- 前七世纪：巴比伦人发现日月食循环的沙罗周期。
- 前585年：泰勒斯預測一次日食。
- 前467年：阿那克薩哥拉（希臘語：Αναξαγόρας，前500年－前428年）正確的解釋食，並且解釋太陽是比伯羅奔尼撒巨大許多的大質量火球，以及試圖解釋彩虹和流星。他是第一位解釋月球的光輝是來自於太陽照耀的人[2][3][4]。
- 前388年：希臘哲學家柏拉圖創立學校（柏拉圖學院），影響後世達2000年。他鼓吹宇宙中的一切和諧運動，太陽、月球、和行星以完美的圓圈繞行地球。
- 前四世纪：古希腊亚里士多德的《天论》一书发表，提出地球中心说。
- 前270年：阿里斯塔克斯（希臘語：Ἀρίσταρχος，[註 1]；约公元前310年－前230年）提出日心說，做為以地球為宇宙中心的替代方法。他的日心模型將太陽放在中心，地球作為太陽的一顆行星。然而只有少數人認真的看待這個理論。
- 前164年：巴比倫天文學家做出最早的哈雷彗星記錄。這次彗星運動的記錄讓今天的天文學家可以推算哈雷彗星千百年來的軌道變化。
- 前28年：中国《汉书·五行志》记载有世界上最早的太阳黑子记录。
- 前4年：中國天文學家石申已經編輯122個星官，809顆恆星的星表，他也做了最早的太陽黑子觀測。

## 公元後

### 第一千禧年
- 140年：托勒密出版他的星表，列出了48個星座的名稱，並且贊同地球為宇宙中心的地心說。他的觀點影響歐洲1500多年，他的著作《天文學大成》影響到阿拉伯和中世紀的歐洲天文學家。

- 185年，《後漢書·卷十二·天文下》：“中平二年十月癸亥，客星出南門中，大如半筵，五色喜怒稍小，至後年六月消。占曰：‘為兵。’至六年，司隶校尉袁绍誅滅中官，大將軍部曲將吴匡攻殺車騎將軍何苗，死者數千人。”是為南門客星。

- 400年：印度宇宙論在《利耶悉檀多》（《Surya Siddhanta》）這本書中的時間週期，解釋恆星年（地球繞太陽公轉的長度）的長度是365.2563627日，只比現代的值長了1.4秒。在之後的一千年中，這依然是全球各地最準確的估計值。

- 499年：印度的數學家兼天文學家阿耶波多在他的著作Aryabhatiya提出了引力的日心系統，和行星繞著自己的軸心旋轉，並以離心的橢圓軌道繞著太陽的日心說太陽系模型。他還寫到行星和月球自己不發光，但反射太陽的光線；和地球的自轉造成日夜的變化，並且繞著太陽造成年的變化。

- 628年：印度的數學家兼天文學家婆羅摩笈多在他的著作Brahma-Sphuta-Siddhanta，第一次意識到存在一種吸引力 －重力，並簡單描述了萬有引力的第二定律。他提出了計算行星運動和位置、東昇和西沒、會合、日食和月食的方法。
- 773年：阿耶波多和婆羅摩笈多的梵文著作，與利耶悉檀多被翻譯成阿拉伯文；阿拉伯天文學也被引入印度天文學。

- 777年：Muhammad al-Fazari和Yaqub ibn Tariq翻譯Surya Siddhanta和Brahmasphutasiddhanta，並且將其編譯成Zij al-Sindhind，成為第一篇Zij的論文[5]。
- 830年：花拉子米完成阿拉伯天文學的工作中第一本主要的Zij al-Sindh，其內容包括太陽、月球和當時所知五大行星的運動表。這件工作具有重要的意義，因為他將托勒密的概念引進伊斯蘭的科學；這件工作也是阿拉伯天文學的轉捩點。到目前為止，阿拉伯天文學家通過翻譯別人的作品，作為研究的主要方法，學到了別人的知識。花拉子米的工作標誌著非傳統方法的研究與計算[6]。

- 850年：阿爾·法甘尼寫了《恆星科學彙編》（Kitab fi Jawani）。這本書主要在介紹托勒密的宇宙學，但是也依據阿拉伯天文學家早期的發現糾正了托勒密的一些錯誤。法甘尼修改的值包括黃赤交角、太陽和月球遠地點的歲差運動，和地球的週長。這本書在穆斯林的世界廣為流傳，甚至還被翻譯成拉丁文[7]。

- 928年：伊斯蘭的數學家兼天文學家穆罕默德·阿爾-法札里製作出現存最古老的星盤。星盤是當時最先進的儀器，可以精確的測量恆星和行星的位置，讓伊斯蘭的天文學家可以編輯最詳細的年鑑和恆星圖。

### 第二千禧年
- 1030年：波斯天文學家比魯尼（阿布·拉伊汗·穆罕默德·本·艾哈邁德·比魯尼）在他的著作《印度歷史》（Ta'rikh al-Hind），詳述了印度天文學家阿耶波多、婆羅摩笈多和伐羅訶密希羅的日心理論。比魯尼說阿耶波多的追隨者認為地球是宇宙中心，事實上，比魯尼很輕率地認為這在數學上不會造成任何問題[8]。

- 1031年：阿布說辛賈里（Sinjari），比魯尼當時可能贊同地球繞太陽的日心說[9]。

- 1054年：中國天文學家記錄突然出現的一顆璀璨之星，白晝可見。美國原住民的岩石雕刻也顯示在月球邊有一顆輝煌的明星。這顆恆星是蟹狀星雲的超新星爆炸。
  - 《宋史·天文志》《宋史·仁宗本纪》《續資治通鑑長篇》《宋會要》記載天關客星。

- 1070年：Abu Ubayd al-Juzjani出版了Tarik al-Aflak。在他的著作中，他簡單陳述托勒密模型等徑的問題，al-Juzjani甚至對這個問題給出了一個解答。在安達魯斯，一個不知作者名稱，概述托勒密（al-Istidrak ala Batlamyus）著作，內容包括對托勒密天文學質疑的一份表單。
  - 在這個時期最重要的著作是"對托勒密的疑惑"（Al-Shuku ala Batlamyus）。在此，作者總結了托勒密模型不一致的地方。許多天文學家裝腔作勢的回應這些問題，即以製定替代的模型以迴避這些問題。

### 第三千禧年

#### 21世紀
- 2013年：在2013年10月，首度檢測到環繞著白矮星GD 61的太陽系外小行星。這也是第一次檢測到太陽系外的天體含有固體或液體形式的水[10][11][12]。

## 注解
1. ↑  或譯亞里斯塔克、阿里斯塔克。